# 紅玉 (歌手)
红玉（1978年8月6日—）是越南女歌手。原名阮氏红玉（Nguyễn Thị Hồng Ngọc），籍贯平福省。

## 家庭生活
与音乐家明然分手后，红玉与自己的经纪人结婚。婚后有两个孩子，儿子振兴。

## 获奖荣誉
胡志明市电视歌声比赛第四名

## 专辑
《Bay trong đêm》
《Mặt trái tình yêu》
《Vết thương cuối cùng》
《Lời khó nói》